# Delice (district)
Delice is een Turks district in de provincie Kırıkkale en telt 11.035 inwoners (2007). Het district heeft een oppervlakte van 800,6 km². Hoofdplaats is Delice.
De bevolkingsontwikkeling van het district is weergegeven in onderstaande tabel.
| 1997   | 2000   | 2008   |
| ------ | ------ | ------ |
| 27.216 | 31.042 | 11.035 |